# Die Drei von der Müllabfuhr – Kassensturz
Kassensturz ist eine deutsche Filmkomödie von Hagen Bogdanski aus dem Jahr 2020. Bogdanski war auch für die Bildgestaltung verantwortlich. Es handelt sich um den vierten Film der ARD-Reihe Die Drei von der Müllabfuhr mit den Müllmännern Uwe Ochsenknecht als Müllmann Werner Träsch, Jörn Hentschel als Ralle Schieber und Aram Arami als Tarik Büyüktürk in den Hauptrollen. Rainer Strecker, Adelheid Kleineidam, Birge Schade und Peter Trabner sind in tragenden Rollen besetzt, Martin Glade, Axel Werner, Frank Kessler, Laura Louisa Garde und Mareile Blendl in Nebenrollen. Die ARD schrieb zur Erstausstrahlung des Films: „Mit Herz und Schnauze blickt ‚Kassensturz‘, der vierte Film der beliebten Reihe ‚Die Drei von der Müllabfuhr‘, hinter die Kulissen der Gentrifizierung der gehypten Bundeshauptstadt, die auch vor traditionsreichen Institutionen der Kieze nicht Halt macht.“
Die deutsche Erstausstrahlung des Films erfolgte am 5. Juni 2020 auf dem ARD-Sendeplatz Endlich Freitag im Ersten.

## Handlung
Werner Träsch, Ralle Schieber und Tarik Büyüktürk, die Drei von der Müllabfuhr, fahren gerade mit ihrem Müllwagen an ihrer Lieblingskneipe „Zur Traube“ vorbei, als Werner bemerkt, dass dort etwas nicht stimmt. Lothar Schenker, der Wirt, hatte einen Zusammenbruch. Wenig später erfährt Werner von dessen Frau Regine, dass es um die Zukunft ihrer Eckkneipe überhaupt nicht gut steht. Es stehen Pachtschulden aus, die das Ehepaar nicht begleichen kann, obwohl es seine Wohnung schon an Touristen untervermietet und selbst behelfsmäßig in der Garage haust. Für Werner ist es klar, dass er alles tun muss, um seine Lieblingskneipe zu retten. Erst einmal fängt er damit an, die auf Bierdeckeln notierten ausstehenden Summen einzukassieren. Und auch der Ehering von Regine Schenker, den sie in die Mülltonne geworfen hatte, findet sich dank Werner und seiner Kollegen wieder an – zumindest glauben sie das erst einmal. Regine hatte ihn wütend in die Tonne geworfen, als sie eher zufällig herausfand, dass ihr Mann die Diagnose der Ärzte, die eine Herzinsuffizienz festgestellt hatten, ignoriert und das Krankenhaus auf eigene Verantwortung wieder verlassen hatte.
Werner, der gerade dabei ist, mit Gabi, der Betreiberin seines Lieblingskioskes zusammenzuziehen, bittet diese, einmal mit Regine Schenker über die aufgelaufenen Schulden zu sprechen und zu seiner Lösung beizutragen. Als er jedoch das Ehepaar Schenker in der neuen Wohnung einquartiert, ohne das vorher mit Gabi zu besprechen, ist ihr das zu viel. Sie macht Werner klar, dass sie ihn auch wegen seines guten Herzens liebe, aber es trotzdem einen Ort geben müsse, wo ihr Privatleben privat bleiben müsse.
Nachdem es Werner gelungen ist mit nachdrücklicher Hilfe seiner Kollegen beim Schrotthändler Gerd das Geld einzutreiben, dass er den Schenkers bereits seit mehreren Jahren schuldig ist, können erst einmal die Pachtschulden beglichen werden und ein Rest für weitere ausstehenden Zahlungen ist auch noch da. Auch eine maßvolle Renovierung der Kneipe findet noch statt. Dann jedoch verkünden die Schenkers für alle überraschend, dass sie nicht weitermachen wollen, es habe einfach keinen Sinn mehr. Das ist besonders für Werner ein schwerer Schlag. Die jährliche Auszahlung der Sparguthaben soll die letzte Aktion in der Traditionskneipe sein. Spontan spendet Werner zehn Prozent seines Sparguthabens der Kasse der Schenkers und alle anderen Sparer schließen sich an. Zudem bieten sie an, die Schenkers, sollten sie einmal Urlaub brauchen, in der Kneipe zu vertreten. Und was Werner und die anderen Gäste sich erhofft hatten, tritt ein, das Ehepaar Schenker entschließt sich weiterzumachen. Lothar Schenker hat noch eine besondere Überraschung für seine Frau, er hatte ihren Ehering aus der Tonne geborgen und steckt ihn der freudestrahlenden Regine nun wieder auf den Finger. Ein Auftritt der schon lange bestehenden Band um Wener bildet den Rahmen des vergnüglichen Abends.

## Produktion

### Produktionsnotizen
Kassensturz wurde vom 17. September bis zum 14. November 2019 zeitgleich mit dem vorhergehenden dritten Film Mission Zukunft in Berlin und Umgebung gedreht. Produziert wurde der Film von der Bavaria Fiction. Die Herstellungsleitung lag bei Sascha Ommert, die Produktionsleitung bei Frank Berszuck, die Redaktion für die ARD/Degeto oblag Barbara Süßmann.

### Interviews mit den Hauptdarstellern
Uwe Ochsenknecht antwortete auf die Frage, worauf die Zuschauer sich in den beiden neuen Filmen freuen könnten, „auf schöne Geschichten, die sich zwischen Menschen in einer großen Stadt wie Berlin“ abspielen würden. Die Frage, wie er die Bewegung Fridays for Future beurteile, meinte der Schauspieler, „Hauptsache, es bewegt sich überhaupt etwas“, denn damit machten Menschen auf Missstände aufmerksam. Die Frage, was ihm Musik bedeute, die er ja in dieser Folge mache, beantwortete Ochsenknecht dahingehend, dass Musik ihn sehr emotionalisiere und er sich ein Leben ohne sie nicht vorstellen könne. Man sage ja, wo die Sprache aufhöre, fange Musik an, das könne er bestätigen.
Jörn Hentschel wurde dazu befragt, wie er es beurteile, dass der älteren Generation vorgeworfen werde, die Natur jahrelang vernachlässigt zu haben. Er meinte, es sei offensichtlich, dass mit der Natur „Schindluder getrieben“ werde und sie uns das niemals verzeihen werde. Die Alten müssten den Jungen zuhören, noch könnten alle zusammen etwas gegen den Klimawandel tun.
Auf die Frage an Aram Arami, der in seiner Rolle mit Werners Tochter Annika liiert ist, und nicht wolle, dass Werner davon erfährt, wovor Tarik denn Angst habe, meinte Arami, dass der Respekt gegenüber dem Käpt’n ziemlich groß sei und Tarik aus Werners Sicht nicht der richtige für dessen Tochter Annika sein könnte. Er habe Angst, seine Beziehung zu ihm und die Freundschaft mit ihm zu gefährden.

## Rezeption

### Einschaltquote
Der Film konnte bei seiner Erstausstrahlung 5,29 Millionen Zuschauer verbuchen, was einen Marktanteil von 17,5 Prozent ergab.

### Kritik
Die Kritiker der Fernsehzeitschrift TV Spielfilm zeigten mit dem Daumen zur Seite, vergaben für Humor, Anspruch und Spannung je einen von drei möglichen Punkten und fassten zusammen: „Spiel mir das Lied von den guten alten Zeiten, in denen Kerle maulfaule Tresenhelden sind und wahre Männerfreundschaft existiert. Zoff gibt es natürlich auch mal, gerne mit den Frauen. Falls es untereinander kracht, versöhnt man sich per Jamsession. Gentrifizierung ist irgendwie auch noch ein Thema. Und die Oldie-Mucke spielt dazu. Das alles ist sehr sympathisch – und leider ein wenig öde.“ Fazit: „Ruht sich zu sehr auf Nostalgie-Charme aus“.
Rainer Tittelbach befasste sich auf seiner Seite tittelbach.tv mit dem Film, dem er vier von sechs möglichen Sternen gab, und zog das Resümee, dass „wieder abendfüllend geholfen, der Kiez gefeiert und der Wert der Freundschaft beschworden“ werde – „allerdings nicht mehr ganz so locker, beiläufig und quasi im Vorbeifahren wie in den ersten beiden Filmen“. Kassensturz sei besser als die Folge ‚Mission Zukunft‘, „weil es um das Eckkneipensterben und damit um die Identität eines Stadtteils wie Moabit“ gehe. Auch seien „die Szenen launiger und die dramaturgischen Stereotypen des Wohlfühlfilm-Genres“ würden „in dieser Episode eleganter bedient“. […] „Denn das Besondere dieser sympathischen Komödien-Reihe bleibt die Nähe zum Alltag, das Faible fürs Episodische und der Hang zur Spontaneität.“ […] Vor allem seien es „aber die vielen kleinen Momente und Randfiguren, die in ‚Kassensturz‘ mehr überzeugen“ würden.